# Antonio de Luna
Antonio de Luna Peralta, conte di Caltabellotta (1420 ca. – 1464 ca.), è stato un nobile, militare e diplomatico italiano di origine spagnola del XV secolo.

## Biografia
Nacque in Sicilia presumibilmente intorno al 1420, da Artale, nobile aragonese dei Signori di Ricla, e dalla di lui consorte la nobildonna siciliana di origini catalane, Margherita Peralta Chiaramonte dei Conti di Caltabellotta. Nel 1439, sposò la nobildonna Beatrice Cardona Villena, figlia di Antonio dei Conti di Cardona, con cui procreò cinque figli.
Fu milite al servizio del Regno di Napoli, e nel 1444 figurò al comando di 25 lance, nell'elenco degli uomini armati al servizio del sovrano Alfonso V d'Aragona. Nell'ottobre 1446, il Luna è menzionato fra i testimoni del privilegio con cui Alfonso V confermava i capitoli presentati da Simone Beccadelli di Bologna, arcivescovo di Palermo, Federico Abbatelli Chiaramonte, barone di Cammarata e da altri ambasciatori a nome del Regno di Sicilia. Il Luna divenne presto un personaggio di rilievo nell'ambito della nobiltà siciliana: fu inviato più volte come ambasciatore a Re e Papi (dal 1446 al 1460 fu inviato al re Alfonso, a Papa Nicolò V, a Papa Callisto III, al re Giovanni I d'Aragona).
Nel 1453, ebbe investitura di tutti i beni, i titoli e feudi appartenuti alla madre, morta nel 1442: l'8 novembre ricevette investitura del feudo di San Bartolomeo; il 10 novembre, del feudo di Misilcassimo con Burgio e Burgimilluso; il 26 novembre, quella della Contea di Caltabellotta, con Castellammare e Calatubo, e, ancora, dei feudi di Taya, nel territorio di Caltabellotta, e di Gristia; il 3 dicembre l'investitura della terra di Bivona. L'assegnazione dopo molti anni dei beni ereditati dalla madre la Contessa Margherita, fu dovuta al fatto che il Luna ebbe insidiati i diritti di successione dal fratellastro Giovanni Cardona Peralta, nato dal secondo matrimonio della madre con Antonio, che fu anche suo suocero.
La baronia di San Bartolomeo, da diversi anni era oggetto di una lite giudiziaria contro Pietro Perollo, barone di Pandolfina, in merito al suo possesso; i Perollo avevano acquistato il feudo dai Peralta. La controversia si risolse in favore del Luna, che nel 1454 acquisì definitivamente la predetta baronia dal Perollo, il quale sentendosi risentito per la decisione assunta dal Tribunale, in occasione di un'assemblea di nobili della città di Sciacca, minacciò pubblicamente di ucciderlo. Da questo episodio, nel 1455 ebbe inizio la faida tra le famiglie De Luna e Perollo, storicamente nota come il Caso di Sciacca.
Il Perollo, che poté contare su una milizia formata da 300 cavalli fornitagli dal Marchese di Geraci, entrò in Sciacca nel giorno in cui si svolgeva nelle strade della città la processione della Santa Spina di Gesù Cristo, che si svolgeva annualmente il 6 aprile, e dove il Conte Antonio si recava. La processione arrivò sotto il palazzo dei Perollo, dove il Luna ed i circa cinquanta cavalieri che lo accompagnavano furono attaccati, ed ebbe luogo un feroce scontro che coinvolse anche la popolazione, nonché il personale duello a colpi di spada con il Perollo, in cui rimase ferito e quasi in fin di vita. Disteso a terra, il suo corpo fu portato da alcuni cavalieri a lui fedeli da un cerusico, che poté constatare la presenza di numerose ferite, di cui la più pericolosa era quella al volto, nella mascella sinistra vicina all'occhio. Dopo quattro giorni di medicazioni, il Luna riuscì a svegliarsi e poco dopo si recò nella sua dimora di Caltabellotta, dove passò un periodo di convalescenza di quaranta giorni.
Il Conte di Caltabellotta, ristabilitosi definitivamente, vendicò l'attentato subito dal Perollo - fuggito da Sciacca - devastando il suo palazzo e le sue case, oltre che delle persone a lui più vicine, molte delle quali furono uccise. Il Re Alfonso, venuto al corrente del fatto, intervenne e punì severamente sia il Luna che il Perollo con la confisca dei loro beni, che furono dichiarati banditi da tutti i suoi domini, ed entrambi esiliati da Sciacca per decreto del Sovrano, si ritirarono rispettivamente a Roma e in Francia. Nel 1458, Alfonso V morì, e prima di morire, emanò un indulto in favore del Luna e del Perollo, e il suo successore al trono, il fratello minore Giovanni II d'Aragona, una volta insediatosi, nel 1459 li richiamò dall'esilio ed eseguì le sue volontà con la concessione a loro della grazia e la restituzione integrale dei beni confiscati.
Il Luna morì con tutta probabilità nel 1464: un documento dell'agosto di quell'anno riferisce infatti dell'avvenuta successione del figlio Carlo nel controllo del feudo fortificato di Misilcassimo. Fu proprio il primogenito a succedergli nel titolo comitale di Caltabellotta.

### Matrimoni e discendenza
Antonio de Luna Peralta, VI conte di Caltabellotta, dal suo matrimonio con Beatrice Cardona Villena dei Conti di Cardona, ebbe i seguenti figli:
- Eleonora, VIII contessa di Caltabellotta († 1511), che fu moglie in prime nozze di Enrico Ventimiglia Clermont, marchese di Geraci, ed in seconde nozze di Antonio Alliata Settimo, signore di Troccoli;
- Margherita;
- Carlo, VII conte di Caltabellotta († 1497), che sposò in prime nozze Beatrice Rosso Spadafora Porcu, figlia di Tommaso dei conti di Sclafani, il cui matrimonio fu annullato nel 1474, ed in seconde nozze Giulia Alliata Settimo, figlia di Mariano, non ottenne discendenza.[16] Fu castellano di Sciacca nel 1479[17];
- Pietro († 1492), che fu arcivescovo di Messina;
- Sigismondo, conte di Sclafani († 1480), che sposò Beatrice Rosso Spadafora Porcu, già moglie del fratello Carlo, da cui ebbe due figli, Giovanni Vincenzo, IX conte di Caltabellotta e Giovanna Eleonora.